# Betriebliche Krankenversicherung
Eine betriebliche Krankenversicherung (bKV) ist in Deutschland eine Krankenzusatzversicherung in der Form einer Gruppenversicherung. Dabei ist der Arbeitgeber der Versicherungsnehmer und der Arbeitnehmer ist die versicherte Person. Ist die bKV arbeitgeberfinanziert, spricht man von einer obligatorischen bKV. Bei der arbeitnehmerfinanzierten Variante, spricht man von einer fakultativen betrieblichen Krankenversicherung.

## Bedeutung
Die betriebliche Krankenversicherung gewinnt seit ihrer Einführung immer stärker an Bedeutung. Dieses ist zum einen auf die steuerliche Regelung und Anerkennung als Sachbezug zurückzuführen. Zum anderen sorgen die neuen bKV-Budgettarife für eine erhöhte Attraktivität, weshalb seit der Einführung ein signifikanter Zuwachs zu erkennen ist.

## Versicherungsumfang
Der Arbeitgeber wählt in der Praxis zwischen unterschiedlichen Leistungsbausteinen, welche auch miteinander kombiniert werden oder einem bKV-Budgettarif. Teilweise werden auch Einzelbausteine mit dem Budgettarif kombiniert. Versicherer verzichten dabei häufig auf eine Gesundheitsprüfung, wodurch jeder Mitarbeiter von dieser Versicherungsleistung partizipieren kann. Die Preisgestaltung der Leistungsbausteine richtet sich meist nach der Mitarbeiteranzahl, dem Durchschnittsalter und dem Tätigkeitsbereich. Die Preise der Budgettarife sind in der Regel pauschal.

### Einzelne Bausteine
Häufig entspringen die Tarife aus dem privaten Bereich und orientieren sich an den Krankenzusatzversicherungen. Nachfolgend einige Beispiele zu den Bausteinen:
- Zusatzleistungen für ambulante Behandlung oder stationäre Reha- bzw. Krankenhausaufenthalte
- Gesundheitsmanagement im Unternehmen
- Heilpraktikerleistungen
- Krankentagegeld
- Notfallhilfen, auch kurzfristige psychologische Beratung für Belegschaft und Angehörige
- Reisekrankenversicherung
- Sehhilfen
- Unter Umständen Leistungen für einen Ausfall von Führungskräften (Geschäftsführer, Abteilungsleiter): Wiedereingliederungsmaßnahmen, Risikoprävention
- Zahnersatz
- Zahnvorsorge und -behandlung
- Vorsorge (Häufig in Form von Gutscheinen)

## Steuerliche Behandlung

### Versteuerung der Beiträge
Versicherungsbeiträge zur betrieblichen Krankenversicherung können sowohl Barlohn als auch Sachlohn darstellen.
Zunächst hatte das Bundesfinanzministerium mit Schreiben vom 10. Oktober 2013 (GZ IV C 5 - S 2334/13/10001) verfügt, dass die Versicherungsbeiträge Barlohn darstellen. Dieser Rechtsauffassung ist der Bundesfinanzhof nicht in vollem Umfang gefolgt.
Für die Unterscheidung, ob es sich um Sachlohn oder um Barlohn handelt, ist nach dem Urteil des Bundesfinanzhofes vom 7. August 2018 (VI R 13/16) zu klären, welche Leistung der Arbeitnehmer von seinem Arbeitgeber verlangen kann / welche Leistung sie vereinbart haben.
Hat der Arbeitnehmer einen Anspruch auf die Versicherungsleistung für die der Arbeitgeber die Beitragszahlung übernimmt, handelt es sich um Sachlohn. Damit ist die „50 EUR-Grenze“ für Sachbezüge anzuwenden, d. h. der Sachlohn ist steuerfrei, wenn er 50 EUR im Monat nicht übersteigt (Steuerfreigrenze).
Besteht dagegen der Anspruch des Arbeitnehmers auf Erstattung oder Zahlung der Versicherungsbeiträge, handelt es sich um Barlohn und die „50 EUR-Grenze“ kann nicht angewandt werden.
Neben der individuellen Versteuerung – Beiträge gelten als Nettoentgelt – können die Beiträge auch im Rahmen der Pauschalversteuerung als sonstige Bezüge nach § 40 Abs. 1 EStG versteuert werden. Die Pauschalversteuerung muss beim zuständigen Betriebsstättenfinanzamt beantragt werden. Für den Arbeitgeber sind Aufwendungen für die bKV als Betriebsausgaben steuerlich abzugsfähig.

### Versteuerung der Kostenrückerstattung für den Mitarbeiter
Alle vom Versicherer empfangenen Leistungen aus der bKV sind für die Arbeitnehmer nach § 3 Nr. 1a EStG steuerfrei. Dadurch bedarf es keiner nachgelagerten Besteuerung und die Rückerstattung geht komplett an den Arbeitnehmer.